# 大平 (鹿角市)
大平（おおだい）は、秋田県鹿角市にある標高1,016mの山である。

## 概要
米代川水系支流熊沢川支流樫内川東ノ又沢の上流域、北側の東ノ又沢と南の猫ノ沢に挟まれた位置にあり、三方高（標高1,221m）より東に張り出した頂上部が平らな山である。
東ノ又沢からは木材搬出の林道が山頂付近まで整備されているほか、東の志張温泉付近からの登山道もある。東ノ又沢の上流部は峡谷で滝があるなど秘境であり、沢登りなどで楽しまれている。
東ノ又沢の上流域ではかつて、銅鉱石などが採掘されていた。